# David Ferrier
David Ferrier (13 de enero de 1843 – 19 de marzo de 1928) miembro de la Real Sociedad de Londres, fue un médico escocés pionero en neurología y psicología.

## Biografía
Ferrier nació en Woodside, Aberdeen (Escocia) y fue educado en Aberdeen Grammar School, antes de estudiar una maestría en la Universidad de Aberdeen, obteniendo el grado de maestro en Filosofía en 1863. Siendo estudiante de Medicina, empezó a trabajar como ayudante científico para el influyente filósofo y psicólogo librepensador Alexander Bain (1818 - 1903), uno de los fundadores de la Psicología Asociativa. Alrededor de 1860, la psicología fue encontrando su fundamento científico especialmente en Alemania, con la investigación rigurosa de Hermann von Helmholtz (1821–1894), que se había formado como físico, y de Wilhelm Wundt (1832–1920). Enfocaron su trabajo principalmente en el área de la Psicofisiología sensorial, porque era el más prometedor en cuanto a la aproximación basada en los paradigmas de la Física experimental. Ambos trabajaron en la Universidad de Heidelberg. En 1864, Bain animó a Ferrier a pasar un tiempo en sus laboratorios.
Al volver a Escocia, Ferrier obtuvo el grado de médico por la Universidad de Edimburgo en 1868. Unos años más tarde, en 1870, se mudó a Londres y empezó a trabajar como neuropatólogo en el King's College Hospital (KCH) y en el National Hospital for Paralysis and Epilepsy, en Queen Square (Londres). El último, ahora llamado National Hospital for Neurology and Neurosurgery (NHNN), fue el primer hospital en Inglaterra que se dedicó al tratamiento de las enfermedades neurológicas y una de sus salas lleva el nombre de David Ferrier en su memoria.
En ese periodo, el gran neurólogo John Hughlings Jackson (1835–1911) trabajaba en el mismo hospital que Ferrier. Jackson estaba perfeccionando sus conceptos de las funciones sensoriomotoras del sistema nervioso, derivados de la experiencia clínica. Jackson propuso introducir un sustrato anatómico y fisiológico para localizar las funciones cerebrales, que fue organizado jerárquicamente.
Influido por Jackson, que llegó a ser un íntimo amigo y mentor, Ferrier decidió poner en marcha un programa experimental. Tenía como objetivo abarcar los resultados de dos fisiólogos alemanes, Eduard Hitzig (1838–1907) y Gustav Fritsch (1837–1927). En 1870, habían publicado resultados sobre la estimulación eléctrica localizada de la corteza motora en perros. Ferrier también quería poner a prueba la idea de Jackson de que la epilepsia tenía un origen cortical, como sugerían sus observaciones clínicas.
Casualmente, Ferrier había recibido una propuesta para dirigir el laboratorio de neurología experimental en el West Riding Lunatic Asylum, un hospital psiquiátrico localizado en Yorkshire. El director del hospital era el psiquiatra James Crichton-Browne (1840–1938). Trabajando bajo buenas condiciones materiales y teniendo a su disposición abundantes animales con los que experimentar (sobre todo conejos, conejillos de indias y perros), Ferrier comenzó sus experimentos en 1973, examinando las lesiones experimentales y la estimulación eléctrica en la corteza cerebral. Al regresar a Londres, la Real Sociedad financió la extensión de sus experimentos de estimulación en monos macacos, tarea que emprendió en el Brown Institution en Lambeth. Hacia final de año había informado de sus primeros resultados en asambleas locales y nacionales, y había publicado un informe en el enormemente influyente West Riding Lunatic Asylum Medical Reports.
Ferrier había conseguido demostrar de una manera espectacular que la estimulación farádica de baja intensidad de la corteza en ambas especies animales mostraba un mapa bastante preciso y específico de las funciones motoras. Las mismas áreas, al estar lesionadas, causaban la pérdida de las funciones que se obtenían mediante la estimulación. Ferrier también fue capaz de demostrar que la estimulación de alta intensidad de las áreas corticales motoras provocaban movimientos repetitivos en el cuello, la cara y los miembros, que evocaban considerablemente los ataques epilépticos observados por neurólogos en seres humanos y animales, y que probablemente se debían a la difusión del foco de estimulación, una interpretación adaptada en gran medida al pensamiento jacksoniano.

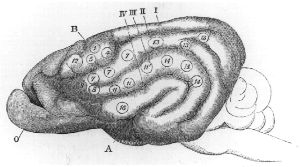
El mapa cortical de un perro obtenido por Ferrier usando la estimulación eléctrica del cerebro

Estas y otras investigaciones en la misma le garantizaron a Ferrier una fama internacional y aseguró su posición permanente como uno de los mayores neurólogos experimentales. En junio de 1876 fue elegido miembro de la Real Sociedad a la edad de 33 años y miembro del Royal College of Physicians al año siguiente. También fue el primer fisiólogo que hizo una transposición (aunque científicamente incorrecta) de los mapas corticales obtenidos de los monos al cerebro humano. Esta propuesta condujo pronto a consecuencias prácticas en neurología y neurocirugía. Un cirujano escocés, Sir William Macewen (1848–1924), y dos físicos británicos, el neurólogo clínico Hughes Bennett y Rickman Godlee, probaron en 1884 la posibilidad de usar un examen clínico preciso para determinar la posible localización de un tumor o una lesión en el cerebro, observando sus efectos en el aspecto y la extensión de las alteraciones en las funciones motoras y sensoriales. Este método de neuroimagen funcional se sigue usando hoy en día. Jackson y Ferrier estuvieron presentes en la primera operación realizada por Godlee el 25 de noviembre de 1884. Godlee era sobrino del físico eminente Sir Joseph Lister (1827–1912), descubridor de la antisepsia quirúrgica.
Los resultados prácticos de la experimentación con animales se usaron para apoyar a Ferrier ante la escandalosa persecución pública llevada a cabo por sociedades antiviviseccionistas contra él y otros científicos, quienes fueron acusados del uso inhumano de animales en favor de la medicina experimental. En 1892, Ferrier fue uno de los miembros fundadores de la National Society for the Employment of Epileptics (ahora llamada National Society for Epilepsy), junto con Sir William Gowers y John Hughlings Jackson.
Murió en 1928 de neumonía en Londres. Dejó una viuda, Constance (cuyo nombre de soltera era Constance Waterlow, hermana del pintor Ernest Albert Waterlow, un hijo y una hija, su hijo Claude fue un conocido arquitecto.

## Obra
De las publicaciones de Ferrier, destacan dos obras. La primera, publicada en 1876, Las funciones del cerebro, describe sus resultados experimentales y llegó a ser muy influyente en los años posteriores, de tal forma que hoy es considerado uno de los clásicos de neurociencia. En 1886 publicó una nueva edición, considerablemente ampliada y analizada. La segunda obra, publicada dos años más tarde, The Localization of Brain Disease tenía por tema las aplicaciones clínicas de la localización cortical. Junto con sus amigos Hughlings Jackson y Crichton-Browne, Ferrier fue uno de los fundadores de la revista Brain en 1878, que estaba dedicada a la interacción entre neurología experimental y clínica, y se sigue publicando hoy en día.
- Historical Notes on Poisoning (Londres, 1872

- The Localisation of Cerebral Disease Goulstonian Lectures, 1878, Londres, 1878

- The Functions of the Brain Londres, 1876; 2ª ed. 1886. V. 3 de Significant contributions to the history of psychology, 1750-1920: Physiological psychology. Ed. Daniel N. Robinson, 498 p. 2ª ed. reimpreso de University Publications of America, 1978 ISBN 0890931763, ISBN 9780890931769

- Principles of Forensic Medicine, Londres, 6ª ed. 1888

- William Augustus, David Ferrier: Cerebral Localisation Londres, 1890

- The Heart and Nervous System Harveian Oration, 1902. Londres, 1902

- On Tabes Dorsalis Lumleian Lectures, 1906. Londres, 1906